# 7人の女弁護士
『7人の女弁護士』（しちにんのおんなべんごし）は、テレビ朝日系「木曜ドラマ」枠（21時 - 21時54分（JST））で放送された日本のテレビドラマシリーズ。主演は釈由美子。
1990年代に制作された賀来千香子主演の『七人の女弁護士』のリメイク版として、2006年と2008年の春季（4月 - 6月）に放映された。2008年10月にファミリー劇場で再放送され、2011年3月にBS朝日で第1シリーズが再放送された。

## 概要・あらすじ
「7人の女弁護士事務所」に所属する弁護士・藤堂真紀が先輩弁護士たちと共に、様々な事情を抱えて事務所にやって来る女性たちと向き合いながら、依頼人の救済に奔走する｡賀来千香子版の全体的にシリアスな雰囲気と比べると、やや明るめの雰囲気を伴ったライトタッチ調で描かれており、「7人の女弁護士事務所」に所属する7人の女性弁護士が活躍するコンセプト以外は全くの別作品となっている。
第2シリーズのエンディングで、毎週弁護士たちが事務所で食するスイーツは、番組公式サイトにも詳細情報が掲載されている。
賀来千香子版との主な相違点
- 賀来千香子版は父親から引き継いだ事務所を基に、賀来演じる夏子が「七人の女弁護士事務所」を設立するが、釈由美子版では第1シリーズ第1話の段階で、美佐子が「7人の女弁護士事務所」を既に設立しており、釈演じる真紀はそこに所属する弁護士の一人という設定になっている。
- 弁護を担当した事件の真相に迫る過程で、賀来千香子版の夏子は元弁護士の父・正国から、釈由美子版の真紀は検死官をしている恋人の一平から解決の糸口となるヒントやアドバイスを受けることが多い。
- 賀来千香子版には決め台詞のようなものはなかったが、釈由美子版第1シリーズでは『スカイハイ』で釈が演じた主役・イズコの「お逝きなさい」と似たような指差すポーズで、真紀が「逃げる場所はありませんよ!」という台詞がある。釈本人も「『スカイハイ』と同じようではあるが、割り切ってやっている」としている。ポーズの違いとしては「お逝きなさい」では親指を立てて指差しているが、「逃げる場所はありませんよ!」では親指を立てずに指差すという、微妙な違いをつけている。しかし担当事件や犯人によっては、尊大に受け取られて言いづらい状況があったため、釈が監督・プロデューサーと相談した結果、第2シリーズではそれに替わる形で、真相を解き明かしながら犯人を諭すように「残された答えはひとつです」という決め台詞になった。ただし、第2シリーズ第1話では両方の決め台詞を口にしている。

## キャスト

### 主演
藤堂真紀
演 - 釈由美子
「7人の女弁護士事務所」所属の弁護士。直感でものを言うために未熟な面もあるが、「依頼人をとことん信じる弁護士でいたい」と思っている。東都大学卒業。ジェットコースターが苦手。

### 7人の女弁護士事務所
飯島妙子
演 - 原沙知絵
「7人の女弁護士事務所」所属の孤高の弁護士。普段は冷静で仕事振りなどから真紀から手本とされる人物であるが、気が強いため元恋人が依頼人だと熱くなる一面がある。真紀の自信に不思議がる事もあるが、彼女の仕事ぶりを認めている。本人のガードが固いところが依頼人の信頼を得ている一方で、人の悪いところを見過ぎている部分がある。
第2シリーズ最終話では恋人の殺人容疑で逮捕されてしまう。その際、身体検査で服を脱がされる屈辱を受け、取調べで一方的に犯人と決めつけられしまい、プライベートが暴露されるなど精神的に追い詰められて嘘の自白をしてしまうが、最終的に真紀の活躍で無罪が証明され、釈放となる。
杉本美佐子
演 - 野際陽子
「7人の女弁護士事務所」所長を務める弁護士。長年の弁護士経験から、「本来は救う立場の被害者を裁判で結果的に傷付けている」という現実への危機を打開するために、「女性の駆け込み寺」として事務所を自ら立ち上げている。真紀のやる気を見極めた上で重要事件の主任弁護人に抜擢する。未熟な真紀を、彼女自身に答えを見つけさせるというやり方で成長させていく。絵を描くことが苦手。家族は夫がいる。

### 7人の女弁護士事務所（第1シリーズ）
南条宏美
演 - 川島なお美
「7人の女弁護士事務所」所属の弁護士。離婚歴があり、息子と暮らしている。
木下五月
演 - 柴田理恵
「7人の女弁護士事務所」所属の弁護士。マンション住まい。
田代千春
演 - 南野陽子
「7人の女弁護士事務所」所属の弁護士。関西弁がよく言葉に出る。
麻生恵理
演 - 井上和香
「7人の女弁護士事務所」所属の弁護士。弁護士3年目。

### 7人の女弁護士事務所（第2シリーズ）
中村早紀
演 - 滝沢沙織
「7人の女弁護士事務所」所属の新人弁護士。真紀同様、何かに熱中すると目的に向かって突き進むところがある。女弁護士事務所の一同で一番背が高い。
宮田静香
演 - 東ちづる
「7人の女弁護士事務所」所属の弁護士。いつもパンツスーツにネクタイを着用し、先輩後輩関係なく、会話は敬語を使っている。
前作の第1シリーズ第1話では、東西テレビの女子アナウンサー矢島律子役でゲスト出演した。
吉沢加奈子
演 - 中島知子
「7人の女弁護士事務所」所属の弁護士。歯に衣を着せぬ物言いをするが、大らかな性格で面倒見がよい。
川村綾子
演 - 三浦理恵子
「7人の女弁護士事務所」所属の弁護士。パソコンや最近のトレンドに関する知識が豊富。いつもメガネをかけている。

### その他
北村一平
演 - 永井大
医科大学法医学教室の監察医で、真紀の恋人。真紀の担当する事件の司法解剖を担当していることが多い。「ちょっと軽いけど、基本的にいい人」ということが周囲の評価。結婚を意識し始めているが、彼女になかなか切り出せない。しかし、彼女の仕事を理解していて応援している。時には監察医としての目が、真紀にヒントを与える。仕事の際などはメガネをかける。第1シリーズで司法解剖の研究でアメリカへ5年間行く事になったが、第2シリーズでは既に帰国し、検死官に戻っている。

### その他（第1シリーズ）
藤堂雅人
演 - 武田航平
真紀の弟。仕事が長続きせずに寮を追い出され、真紀の自宅に同居している。時々、真紀の助手としての仕事をこなす。

### その他（第2シリーズ）
矢島里美
演 - 中村果生莉
一平の助手。一平も頭が上がらないほど気が強い。

### ゲスト

#### 第1シリーズ（2006年）

##### 第1話
矢島律子
演 - 東ちづる
東西テレビ女子アナ。辰巳と同じニュース番組に出演している。
辰巳良介〈43〉
演 - 光石研
東西テレビのニュースキャスター。
田辺篤〈45〉
演 - 冨家規政
東西テレビ報道局プロデューサー。矢島らの上司。テレビ局内で刺殺される。
坂田由紀江〈28〉
演 - 国分佐智子
東西テレビ社員。田辺の部下で真紀の大学の先輩。田辺と不倫関係にあり、別れを切り出されていた。
東西テレビ社員
演 - 吉本菜穂子
坂田のロッカーから血の付いたナイフを発見する。
佐野兼治
演 - 千原靖史（千原兄弟）
東西テレビ技術局員。事件当時、田辺が刺された隣の部屋におり、新型カメラのテスト撮影をしていた。
お天気キャスター
演 - 宮崎瑠依
- 勝光徳、小杉幸彦、五森大輔、建部和美、市川訓睦、遠野春希、上原優実、福島まり子、阿部六郎、山崎海童、堀正哉、中松俊哉、藤谷太、大治幸雄、乙音奈々、大林和晃、古屋治男、山田百貴、ヘイデル龍生、斉藤岳、松山尚子、藤本至、高端聡衣、稲葉夕輝、吉川史樹

##### 第2話
美月/松村里美
演 - 酒井若菜
銀座のクラブ「ルビー」ホステス。エミを刺したと警察に自主してくる。安田が言い寄ってきて、エミに客を取ったと誤解されていた、その話し合いの最中に誤って刺してしまった、と主張。
エミ/島崎エミ
演 - 嘉門洋子
クラブ「ルビー」ホステス。自宅マンションで胸を刺されて死亡。安田をめぐって美月とトラブルになっていた。
安田史郎
演 - 団時朗
不動産会社「安田グランド不動産」社長でエミの客。事件前日、交通事故に遭い入院している。
佐藤健児
演 - 布川敏和
「安田グランド不動産」社長秘書。
絹代
演 - 筒井真理子
クラブ「ルビー」のママ。
リカ
演 - KANA
クラブ「ルビー」ホステス。ホステスのツケのシステムなどを真紀に教える。また、竜也と美月は付き合っているのではないか、と語る。
竜也
演 - 西興一朗
クラブ「ルビー」黒服。エリの嫌がらせから美月をかばっていた。右手の甲に痣がある。エミはもうすぐ独立する予定だった、と真紀らに語る。
木村
演 - 花ヶ前浩一
エミが住むマンションの同じ階の住人。事件当日、美月がエミの部屋から出てくるのを目撃している。
「たこまる」店員
演 - 岩田丸
エミのマンション付近で出店しているたこ焼きの移動販売「たこまる」店員。事件当日のことは覚えていないと雅人に話す。
「たこまる」店員
演 - 村澤寿彦
「たこまる」店員。事件当夜、手袋をした客が来た、と語る。
キャスター
演 - 中谷奈津子
クラブ「ルビー」の入ったビルの前から事件を報道するキャスター。
- 柴田次郎、林京介、及川水生来、唐沢民賢、加賀健治、佐々木維子、佐藤孝輔、菊口富雄

##### 第3話
池内真理子
演 - 中山忍
片岡家の隣人。静江殺害容疑で逮捕される。騒音やゴミ出しの事で度々静江から文句を言われていた。
池内健一
演 - 井田國彦
真理子の夫。自宅敷地に伸びてきた片岡家の木の枝を無断で伐って文句を言われていた。
片岡信也
演 - デビット伊東
静江の夫。会社経営者。おしどり夫婦と近所で評判。
片岡静江
演 - 渡辺典子
自宅でガラスの置物で頭を殴られて死亡。資産家の娘。音に敏感で度々池内家に文句を言っていた。
松岡咲子
演 - 安藤咲良
向かいに住む小学生。事件当日、片岡家から真理子が出てくるのを目撃する。
寺島浩介
演 - 櫻庭博道
弁護側証人。法廷で真理子のアリバイを証言する。
検察官
演 - 佐野圭亮
真理子の事件を担当する検事。
裁判長
演 - 須永慶
- 高橋美穂、本多晋、ふくまつみ、加瀬愼一、柿丸美智恵、相川裕滋、浜田道彦、堀越志のぶ、三原伊織奈

##### 第4話
高梨明美
演 - 遊井亮子
マラソン世界選手権代表。男を刺したと警察に電話してきて、殺人容疑で逮捕される。世界選手権代表に選ばれてから遠藤につきまとわれており、警察に被害届を出していたが受理されていなかった。冷静沈着なレース運びが持ち味。
柿原沙織
演 - 宮地真緒
マラソン世界選手権代表候補。明美のチームメイト。明美と代表の座を争って負けている。
姫野栄二
演 - 中村繁之
明美らを指導する「チーム姫野」監督。事件後、沙織と明美と三角関係だと雑誌に書き立てられる。
栗田翔子
演 - 菊池麻衣子
「チーム姫野」マネージャー。
遠藤恭一〈27〉
演 - 笹木彰人
明美のストーカー。「チーム姫野」の練習に使われているスタジアムで、ナイフで胸部を刺されて死亡。
遠藤の友人
演 - 大堀こういち
遠藤が2ヶ月ほど前から「いい金づるができた」と言っていた、と真紀らに語る。
大室等警部
演 - 市川勇
明美のストーカー被害に対応した警察官。以前から出されていた明美の被害届は、事件当日に受理されていた。
裁判長
演 - 伏見哲夫
明美の裁判を担当する裁判長。
- 山本直輝、長棟嘉道、方丈千華、中西俊彦、新居祏一、マリエム・マサリ

##### 第5話
山崎哲夫
演 - 西村和彦
別居中の佳恵の夫。妙子の大学時代の元彼。和美が事件現場で哲夫の姿を見たと証言したことにより殺人容疑で逮捕される。
山崎佳恵
演 - 野田よし子
エステサロンチェーン「美肌専科るるる‥ティアラ」経営者。店で首を絞められて死亡。
吉川和美
演 - 遠野凪子
佳恵の妹。事件の第一発見者。
北野明子
演 - 山田麻衣子
弁護側証人。観葉植物リース会社「グリーンオアシス」社員。「美肌専科るるる‥ティアラ」は顧客。
「グリーンオアシス」社員
演 -  若槻千夏
北野を訪ねてきた真紀らに対応する。
バス会社職員
演 - 小沢日出晴
バス停の時刻表に紙が貼られている理由を宏美らに説明する。
エステティシャン
演 - 大塚ちか
美佐子を担当する「ティアラ」のエステティシャン。
検察官
五宝孝一
裁判長
演 - 下村彰宏
- 岡田太郎、桂木朝美、武発史郎

##### 第6話
田中美帆
演 - はしのえみ
看護師。京子殺害容疑で逮捕される。京子とは智也をめぐってトラブルになっていた。
米倉里美
演 - 吉野公佳
美帆の同僚看護師。美帆とはよく一緒に飲みに行っていた。
矢崎京子
演 - 高樹マリア
元看護士で現在は有名ジュエリーデザイナーの妻。自宅で青酸カリを飲んで死亡。生前、智也に大金を貢いでいた。
矢崎一朗
演 - 小木茂光
京子の夫。有名ジュエリーデザイナー。遺体の第一発見者。事件当夜は葉山の工房で仕事をしていた。
結城智也
演 - 袴田吉彦
ホストクラブ「サファイア」のNo.1ホスト。
浅原誠治
演 - 阿部薫
「サファイア」のホスト。智也のことを宏美に語る。
ホスト
演 - 岩戸大星
稲田
演 - 花原照子
入院患者。美帆に渡してほしい、と編み物を真紀に託す。
遊園地の写真スタッフ
演 - 土田アシモ
- 小嶋尚樹、水津亜子、絆てつや、柳さおり、雨音めぐみ、千々和義之

##### 第7話
片山寿美代
演 - 古手川祐子
日本舞踊「片山流」家元。
片山清隆
演 - 河相我聞
寿美代の長男。「片山流」後継者。真面目な人物だが、踊りの才能にはあまり恵まれていない。
白鳥奈々子
演 - 小田茜
清隆の婚約者。踊りの才能があり、寿美代に頼み込まれて清隆と婚約した。
片山隆二〈24〉
演 - 安居剣一郎
寿美代の次男。無職。あやめ殺害容疑で逮捕される。以前あやめと付き合っていた。若い頃は50年に1人の逸材と言われるほどの踊りの名手だったが、暴力事件を起こして家元に勘当されている。
片山啓吾
演 - 中丸新将
「片山流」から分かれた「正統片山流」家元。
藤倉あやめ〈26〉
演 - 西丸優子
「正統片山流」弟子。ナイフで心臓を一突きされて死亡。
加川初代
演 - 山田スミ子
隆二が住んでいるアパートの住人。主婦。事件前夜、和服の男が隆二の部屋から出て来た、と真紀に証言する。
女優
演 - 上村愛香
テレビで放送された映画「愛の結末」の主演女優。
ニュースキャスター
演 - 西脇亨輔（テレビ朝日）（第8話）
テレビでニュースを伝えるキャスター。
- 中山克己、天現寺竜、八神徳幸、北見誠、三﨑千香、野貴葵、橋本啓輝、ミョンジュ、松本大

##### 第8話
島崎弥生
演 - 荒川静香
直美殺害事件を担当する検事。真紀の大学の友人。
中野和彦
演 - 坂上忍
東都大学設備課職員。直美につきまとっていたとして、殺人容疑で逮捕される。4年前、傷害事件で捕まり執行猶予中。
中野瑞枝
演 - 矢沢心
和彦の妹。兄の無実を訴えている。
津村直美〈25〉
演 - 宝積有香
東都大学大学院生。理工学部の研究室で首を絞められて死亡。
木田聡
演 - 小市慢太郎
東都大学理工学部教授。
田島康雄
演 - 永山たかし
東都大学大学院生。直美が和彦に付きまとわれていた、と証言する。
野村美奈
演 - 松見早枝子
東都大学大学院生。直美が和彦を気持ち悪がっていた、と証言する。
近藤勲
演 - 永田耕一
検事正。弥生の上司。一平から室温による死亡推定時刻の誤差について説明される。
スナックのママ
演 - 松沢有紗
和彦の住むアパート向かいのスナック「華」のママ。事件当夜1時頃、和彦が帰宅する姿を見たと真紀らに証言する。
相田昭二
演 - 田口主将
東都大学守衛。弁護側証人。事件当夜、大学の警備をしていた。
- 森下哲夫、国枝量平、乃木優哉、小島邦裕、山田洋

##### 最終話
川口祥子（かわぐち さちこ）
演 - りょう（少女時代：鈴木愛吏）
関東総合病院心臓外科医。担当患者の義男の遺産を相続する。
辰村義男
演 - 大和田伸也
不動産会社や金融会社を経営する「辰村グループ」オーナー。総資産15億と言われている。頭部を強打して自宅で死亡。生前、主治医の祥子に全財産を譲ると遺言を書いていた。
辰村かおり
演 - 朝加真由美
義男の妻。義男殺害容疑で逮捕される。義男が祥子に財産をすべて相続させると聞き、言い争ってもみ合っているうちに義男が転倒して頭部を強打したと主張。
山下孝夫
演 - 川野太郎
「辰村グループ」の顧問弁護士。遺体の第一発見者。
田中みゆき
演 - 山口あゆみ
関東総合病院看護師。義男が入院していた当時の様子を真紀らに語る。
寿司屋店主
演 - 中沢青六
義男の自宅付近の寿司屋の大将。事件当夜8時頃、義男から寿司の出前の注文があった、と真紀らに話す。
漁師
演 - 森喜行
三浦半島の漁師。祥子が購入した家屋について真紀に語る。
- 青山勝、野村信次、牟田浩二、河野景子、萩原萌、五十嵐あみ、田中充貴、工藤時子、豊田孝治

#### 第2シリーズ（2008年）

##### 第1話
裁判長
演 - 山中敦史
冒頭の裁判の裁判長。
検察側証人
演 - 鈴木正幸
冒頭の裁判で被告人を見た、と証言する。
被告人
演 - 本田よしみ（現Yoshimi）
冒頭の裁判の被告人。パンク・ファッションの女性。
山岡慎治〈55〉
演 - 斎藤洋介
人気ドラマシリーズ「女医 片桐明日香」監督。
三上隆
演 - 住田隆
ドラマ チーフ助監督。
香山光男
演 - デビット伊東
ドラマプロデューサー。
田淵真理絵
演 - 涼風真世
人気ドラマシリーズ「女医 片桐明日香」主演女優。
田代睦美
演 - 鈴木亜美
かけだしの女優。真紀の高校時代の友人。山岡殺害容疑で逮捕される。実は妊娠している。
須藤健一
演 - 半田健人
人気俳優。「女医 片桐明日香 PART7」で真理絵の相手役を務める。
ドラマスタッフ
演 - 入口夕布
真紀らを真理絵の控室に案内する。監督からスイス移住について調べてほしいと頼まれていた。
睦美の裁判の裁判長
演 - 森富士夫
アパレル店員
演 - 迫田孝也
ブランドアパレルショップ「Maycys」店員。加奈子らにアウターを扱った店舗を訊ねられる。
ドラマスタッフ
演 - えんじ則之
監督が恨まれるのはあり得ない、と真紀らに語る。
アパレル店員
演 - 林和哉
「Maycys」のアウターを扱ったアパレルショップ店員。
マツザキ ケイスケ
演 - 新村良二
次回作「女医 片桐明日香 PART7」の監督。
須藤のマネージャー
演 - 木川淳一
真紀らを追い払う。
- 北嶋義明、森永健司、井上康、井上浩、石丸ひろし、小森郁子、伊達直斗

##### 第2話
加藤佳江 - 山田まりや
渋谷のカバン店「grandoll（グランドール）」店長。
グランドール店員
演 - ますきあこ
沢田光代
演 - 筒井真理子
裕一の妻。佳江の店に買ったカバンが気に入らないと返品しにくる。自宅で電気コードで首を絞められて死亡。
沢田裕一
演 - 野々村真
光代の夫。妻と共にカバン店に来店する。遺体の第一発見者。
佐竹真一
演 - 樋渡真治
税理士。裕一と共に遺体を発見する。
刑事
演 - 竹嶋康成、重松隆志
矢野礼子
演 - 棟里佳
レストラン「ラ・テール」店長。光代が週一で通っていた。
山田力也
演 - リッキー（ブッチャーブラザーズ）
家具屋店長　沢田家のクレーム被害者。
吉川美子
演 - 柳岡香里
花屋店長。沢田家のクレーム被害者。
淵屋竜治
演 - ぶっちゃあ（ブッチャーブラザーズ）
弁当屋店長。沢田家のクレーム被害者。
近所の主婦
演 - 奥野月琴
光代がカフェで男性と会っているのを目撃した、と加奈子らに語る。
上田信一郎
演 - ナガセケイ
光代と会っていた男性。会社員。
指紋鑑定員
演 - 橋沢進一
裁判長
演 - 信太昌之
コミヤ カズミ
演 - 岡あゆみ
弁護側証人。喫茶店「GINZA」アルバイト。
近所の主婦
演 - 南風佳子

##### 第3話
藤川啓吾
演 - 永島敏行
渓明学園中学校長。学校の講堂壇上で生徒に話をしている最中に忍に刺される。忍をモンペだと言っている。近々、理事長になる予定。
荻野忍
演 - 伊藤かずえ
涼太の母。藤川校長の殺人未遂で逮捕される。涼太が自殺したのはいじめのせいではないかと学校に再三、事実確認するよう迫っていた。
荻野涼太
演 - 伊藤大翔
渓明学園中学2年。昨年2学期の終業式の朝、教室で首を吊って自殺。
裁判長
演 - 山田明郷

検察官
演 - 中根徹

桜井美緒
演 - 吉井怜
渓明学園中学教師。涼太の担任だった。近々、寿退職の予定。
平田勇樹
演 - 佐藤銀平
渓明学園中学教師。涼太の副担任だった。
日比野昌平
演 - 松尾政寿
美緒の恋人。
桜井登美子
演 - 服部妙子
美緒の母。
刑事
演 - 鈴木一功
美緒の自殺を捜査した刑事。
居酒屋の客
演 - 西川晃啓、松本康太（共にレギュラー）
居酒屋「たつやのやきとり」の客。カウンターで飲んでいる真紀らに声をかける。
女子中学生
演 - 小池里奈
真紀らに涼太の作った花壇を案内する。
- 奥田崇、小嶌天天、浜菜みやこ、三原伊織奈

##### 第4話
間下英治〈35〉
演 - 鈴木浩介
芸能事務所「未来エージェンシー」社員。刃物で腹部を刺されて死亡。
田島美由紀
演 - 安倍麻美
ネイルサロン「ネイルズパピヨン」スタッフ。出会い系サイトで知り合った間下と会っており、殺人容疑で逮捕される。
有田圭子
演 - 岩崎ひろみ
「ネイルズパピヨン」支配人。
「ネイルズパピヨン」スタッフ
演 - 坊薗初菜、井澤崇行

安田洋一
演 - 中村俊太
「ネイルズパピヨン」本社営業部社員。
矢野猛
演 - 橋本啓輝
「未来エージェンシー」社員。
二宮大次郎
演 - 岩本宗規（現・丸井大福）
「未来エージェンシー」社員。
小林範子
演 - すほうれいこ
「未来エージェンシー」事務員。実は間下と付き合っていた。
コンビニ店員
演 - 石塚義之（アリtoキリギリス)
山岸
演 - 太田行雄（第7話、第10話）
刑事。
刑事
演 - 佐藤博秋（第7話）
- 茂木和範、天野勝弘、星野晃、楠織あやの、五位野隆雄、佐々木亮太（テレビ朝日アナウンサー）
- その他（ポスター、DVDジャケット） - 明日花キララ、乙音奈々、愛沢ひな、竹内あい、合沢萌、一色あずさ、天宮まなみ、美花ぬりぇ、立花もえ、倖田梨紗、鮎川さくら

##### 第5話
南小路リョウ
演 - 天野浩成
ホストクラブのナンバー1ホスト。自宅で腹部を刺されて死亡。金に汚く、あまり評判は良くなかった。
モモタロ
演 - 斎藤工
リョウが働いているホストクラブのナンバー2ホスト。
高杉あやめ〈29〉
演 - 遠藤久美子（幼少期：北澤鞠佳）
出版関係の会社員。リョウ殺害容疑で逮捕される。
高杉久美子〈23〉
演 - 市川由衣（幼少期：北澤瑠佳）
あやめの妹。ホストクラブに通っていてリョウの客。お金が続かず、夜はキャバクラで働いている。
飯沼さなえ
演 - 小野真弓
元リョウの客。リョウに入れ込みすぎて借金が嵩み、風俗で働いている。
裁判長
演 - 山田百貴
検察官
演 - 夏井貴浩
大田原和寛
演 - 甲本雅裕
あやめの上司。あやめの事を心配している。
- 陰山泰、新池秀毅、佐倉真衣、くらなりん、山素由湖、渡航輝、松山尚子、塗木晴子、大田真代、永井優香、深月ユリア、黒澤和樹、中澤薫、緒方静子、渡辺リラ

##### 第6話
依頼人
演 - 坂崎愛
セクハラ被害を受け、真紀らに依頼し訴えていた。和解で200万円の慰謝料を貰う。
真鍋祐次
演 - 大鶴義丹
グローバル物産企画部課長。会社の資料室で鈍器で頭を殴られ死亡。
里中恵美
演 - 酒井美紀
グローバル物産企画部社員。真鍋にセクハラをされており、殺人容疑で逮捕される。
大沢和之
演 - 升毅
東京総合法律事務所弁護士。グローバル物産顧問弁護士。グローバル物産から恵美の弁護を依頼され、7人の女弁護士事務所と組むことになる。
アダチ
演 - 掛田誠
事件当夜、真鍋が殺されたフロアで恵美らしき人物を目撃している。
村上郁江
演 - 一戸奈美
グローバル物産派遣社員。真紀らに当日の様子を訊ねられる。
グローバル物産社員
演 - 小野晴子（現・桐山マキ）、宇井愛美、大島裕子
真紀らに当日の様子を訊ねられる。
久保田秀男
演 - ムロツヨシ
グローバル物産人事部社員。
井上等
演 - 西川忠志
グローバル物産企画部社員。真鍋の死亡により課長代理となる。近々、正式に課長になる予定。
裁判長
演 - 鹿出俊之輔
配送員
演 - 山﨑崇史
シロハト運送の配送員。
- 小山田洋、田中聡元、辻本晃良、白倉慎介、澤原崇、鷹山俊樹、星野美穂

##### 第7話
吉岡フミ
演 - 朝丘雪路
一郎の母。美佐子の友人。息子夫婦と同居している。
吉岡典子
演 - 中島ひろ子
一郎の妻。自宅で食事中、毒物で死亡。
吉岡一郎
演 - 金山一彦
フミの息子で典子の夫。
カメラ男
演 - 櫻庭博道
殺人現場付近で写真を撮っている男。
裁判長
演 - 茂木和範（第10話）
検察官
演 - 舟田走
光橋友廣
演 - 中本賢
吉岡家の隣人。実は警察官で日比谷署刑事課鑑識係勤務。妻子が家を出ていき、一人暮らし。
北村澄子
演 - 赤座美代子
北村一平の母。田舎から出てくる。
証人
演 - 松永玲子
近隣住民。フミが典子を殺したいと言っていた、と証言する。
須藤かおり
演 - 金子さやか
一郎の不倫相手。
近隣住人
演 - 星野晶子、恩田恵美子

- 元木千早、相元晴名、佐藤里菜

##### 第8話
田所孝治
演 - 入江雅人
野菜だけのフレンチレストラン、「レジューム・アンジェリーナ」の料理長。「ベジタブルの魔術師」と呼ばれている。
会田鉄五郎
演 - 北見敏之
料理評論家。「レジューム・アンジェリーナ」をマスコミに紹介する。
一ノ瀬平蔵
演 - 石田太郎
「レジューム・アンジェリーナ」のオーナー。店で刺殺される。
服部美晴
演 - 相田翔子
「レジューム・アンジェリーナ」フロア主任。一年前入店。働き出して40kg痩せ話題になる。平蔵殺害の現行犯で逮捕される。遺体の傍にいたことから殺人容疑で逮捕される。
一ノ瀬慎太郎
演 - 合田雅吏
平蔵の息子。来月、美晴と結婚予定だった。
伊勢原めぐみ
演 - 中村綾
「レジューム・アンジェリーナ」フロア従業員。遺体の第一発見者。
八百屋
演 - 渡辺航
「レジューム・アンジェリーナ」に野菜を卸している八百屋。
商社社員
演 - 長棟嘉道、あべかつのり
「ベジタブル・フレンチ」の商品をレトルト商品化しようとしていた大手商社社員。
タクシー会社社員
演 - 芝崎昇
慎太郎をホテルに乗せていったときの様子を真紀に語る。
分析員
演 - 橋沢進一
真紀から「レジューム・アンジェリーナ」のソースの成分の解析を頼まれる。
- 山瀬秀雄、長谷川香枝

##### 第9話
仲谷サナエ
演 - 笛木優子
憲之の婚約者。殺人容疑で逮捕される。
Mr.マジカル
演 - 川﨑麻世
人気マジシャン。
池内憲之 / MAX憲之
演 - 水橋研二
Mr.マジカルの弟子のマジシャン。ホールの楽屋で胸部を刺されて死亡。
裁判長
演 - 森下哲夫

検察官
演 - 松永博史

手塚浩紀
演 - 顔田顔彦
Mr.マジカルの弟子。
畠中恵介
演 - 石川泰彦
Mr.マジカルの弟子。
宇佐見千景
演 - 津乃村真子
Mr.マジカルの弟子。
江幡真一郎
演 - 不破万作
タネ師（マジックディーラー）。マジックのタネをマジシャンに売っている。
レポーター
演 - 中村真知子
マジッククラブ店員
演 - なか。たつや（現・中辰哉）
「会員制 MAJIC CLUB」店員。
- 川村亜紀、菅原信一、矢ヶ崎敏光
- プリマベーラ - 堀内くみ、福成まい、ゆずき、大澤とも、安部はるか、井上ゆい、石井かおり、奥りな、大友ゆうな

##### 第10話
金井武〈31〉
演 - 伊藤高史
外資系証券会社社員。後頭部を鈍器で殴られ死亡。
和泉華織
演 - 浜田翔子
大学生でメイド喫茶店員。金井の恋人。金井殺害容疑で逮捕される。金井からDVを受けていた。
刑事
演 - 小島邦裕
和泉朝子
演 - 山口いづみ
華織の母。加奈子の高校時代の先輩。
検察官
演 - 二宮聡
関口萌絵
演 - 石田未来
メイド喫茶店員。実は金井と付き合っている。
長谷部利春
演 - 加勢大周
メイド喫茶常連客。サブカルチャー専門雑誌「アキバ通信」記者。
瀬尾耕四郎
演 - つぶやきシロー
メイド喫茶常連客。メイド体験している真紀のスカートの中を盗撮しようとする。瀬尾鮮魚専務。盗撮をネタに金井に金をゆすられていた。
和泉哲夫
演 - 名高達男
華織の父。華織が金井と付き合うことに反対していた。
刑事
演 - 野添義弘、佐藤一平（共に最終話）
中川洋介殺害容疑で妙子を逮捕しにくる。
- 松井紀美江、鳥居孝行、伊藤芽衣、宝城里音、保科光志

##### 最終話
中川洋介
演 - 葛山信吾
妙子の恋人。宝石のネット販売業の会社設立に向けて準備中。オフィスのマンションで刺されて死亡。妙子から500万円借りていた。
女性警官
演 - 畠山明子

遠藤百合絵
演 - 佐藤仁美
中川の元恋人。中川の遺体の第一発見者。中川に300万円を貸している。
藤田憲司
演 - 近江谷太朗
妙子の事件を担当する検察官。真紀に「おたくの事務所を潰してやる」と言ってくる。
裁判長
演 - 児玉頼信

青葉敏光
演 - 風見しんご
中川と一緒に会社を立ち上げようとしていた。
ウエディングプランナー
演 - 吉田羊
6週間前、中川と妙子が2人で来店した結婚式場のプランナー。
立浪勉〈41〉
演 - 堀部圭亮
中川の元友人。結婚式場で偶然再会する。寸借詐欺と恐喝で実刑判決を受け、2年前に出所している。また、多額の借金がある。
- 真、山口年男、徳井広基、浜田大介

## スタッフ
- 原案 - 長坂秀佳
- 脚本 - 尾崎将也、田子明弘、旺季志ずか（第1シリーズ）、樫田正剛（第2シリーズ）、酒井直行（第2シリーズ）
- 音楽 - 仲西匡
- 演出 - 塚本連平（第1シリーズ）、今井和久（第1シリーズ）、植田尚（MMJ / 第1シリーズ）、麻生学（第2シリーズ）、新村良二（第2シリーズ）、二宮浩行（第2シリーズ）
- 主題歌
  - 第1シリーズ - AAA「ハリケーン・リリ、ボストン・マリ」（avex trax）
  - 第2シリーズ - BoA「Kissing you」（avex trax）
- OPナレーション - 大森章督
- 法律アドバイザー - 本山信二郎 （第2東京弁護士会所属）
- チーフプロデューサー - 五十嵐文郎（テレビ朝日）
- プロデューサー - 横地郁英（テレビ朝日）、藤本一彦（テレビ朝日 / 第2シリーズ）・布施等、遠田孝一（MMJ）
- 協力 - フォーチュン・テイクシステムズ・テレビ朝日クリエイト・スタジオブル
- 製作 - テレビ朝日・MMJ

## 放送日程

### 第1シリーズ
- 初回のみ69分（21:00 - 22:09）。

| 各話                                                           | 放送日        | サブタイトル                                    | 脚本       | 演出     | 視聴率 |
| -------------------------------------------------------------- | ------------- | ----------------------------------------------- | ---------- | -------- | ------ |
| 第1話                                                          | 2006年4月13日 | 人気女子アナ、空白の7分!? テレビ局殺人事件      | 尾崎将也   | 塚本連平 | 14.6%  |
| 第2話                                                          | 4月20日       | 銀座No.1ホステス殺人事件                        | 尾崎将也   | 塚本連平 | 12.7%  |
| 第3話                                                          | 4月27日       | ご近所トラブル殺人! 浮気妻と凶器のトリック      | 尾崎将也   | 塚本連平 | 10.4%  |
| 第4話                                                          | 5月04日       | マラソンの女王が殺人犯!? 監督とロッカー室の秘密 | 田子明弘   | 植田尚   | 11.5%  |
| 第5話                                                          | 5月11日       | 女弁護士が愛した殺人犯!                         | 尾崎将也   | 今井和久 | 11.2%  |
| 第6話                                                          | 5月18日       | 新宿No.1ホストの罠! 殺されたナースの謎          | 旺季志ずか | 植田尚   | 12.3%  |
| 第7話                                                          | 5月25日       | 日本舞踊・名門殺人家元夫人は二度殺される        | 田子明弘   | 今井和久 | 11.2%  |
| 第8話                                                          | 6月01日       | "氷の女検事"が隠した密室殺人トリック!?          | 尾崎将也   | 植田尚   | 12.6%  |
| 最終話                                                         | 6月08日       | 人気女医の完全犯罪!? 患者の遺産15億を相続       | 旺季志ずか | 今井和久 | 12.0%  |
| 平均視聴率 12.1%（視聴率はビデオリサーチ調べ、関東地区・世帯） |               |                                                 |            |          |        |

### 第2シリーズ
| 各話                                                           | 放送日        | サブタイトル（ラテ欄表記）                        | サブタイトル（番組冒頭）                            | スイーツ                | 脚本     | 演出     | 視聴率 |
| -------------------------------------------------------------- | ------------- | ------------------------------------------------- | --------------------------------------------------- | ----------------------- | -------- | -------- | ------ |
| 第1話                                                          | 2008年4月10日 | 容疑者は女優!? 温泉殺人… 新幹線7分間のトリック    | 温泉ロケ殺人事件 東北新幹線トリック!?               | 山ぶどうの チーズケーキ | 尾崎将也 | 麻生学   | 10.1%  |
| 第2話                                                          | 4月17日       | クレーマー主婦殺人! 〜密室の三角関係              | クレーマー主婦殺人! 指紋が語る真犯人の謎!?          | 白玉マンゴ 白玉苺       | 尾崎将也 | 麻生学   | 11.0%  |
| 第3話                                                          | 4月24日       | 女教師は二度殺された!? 名門学園の罠…              | 名門中学殺人! モンスターペアレントの真実            | ショコラ                | 田子明弘 | 新村良二 | 10.7%  |
| 第4話                                                          | 5月01日       | 出会い系サイト殺人 セレブ婚の危険な罠             | 出会い系サイト殺人!? 弄ばれたネイリスト             | ガトーノーベル          | 尾崎将也 | 二宮浩行 | 10.7%  |
| 第5話                                                          | 5月08日       | 新宿No.1ホスト殺人 姉妹キャバ嬢の復讐             | No.1ホスト殺し!! 新人キャバ嬢の復讐!?               | チョコレート フォンデュ | 樫田正剛 | 麻生学   | 11.2%  |
| 第6話                                                          | 5月15日       | セクハラ課長殺人!! 社内結婚と派遣の罠             | セクハラ課長殺人!! 資料室の秘め事…                  | 渋皮栗納豆              | 尾崎将也 | 新村良二 | 10.5%  |
| 第7話                                                          | 5月22日       | 鬼嫁VS姑バトル殺人 警視庁鑑識班の罠               | 鬼嫁は見た! 姑の命を張った復讐!?                    | 南高梅                  | 樫田正剛 | 二宮浩行 | 10.2%  |
| 第8話                                                          | 5月29日       | 90キロ激太り女の罠!? ダイエット殺人事件           | 40kgダイエット殺人!! 食べて痩せる方法!?大公開       | ロールケーキ            | 酒井直行 | 麻生学   | 11.4%  |
| 第9話                                                          | 6月05日       | マジシャン殺人事件 超魔術で消えた女!?             | トリックの裏側全部見せます!? 真紀がマジシャンに××…♥ | サクランボ              | 樫田正剛 | 麻生学   | 11.6%  |
| 第10話                                                         | 6月12日       | 最終章…DV殺人!! 盗撮されたセレブ女                | DV・メイド・殺人!! Wコスプレ弁護士♥♥登場!?          | スイートポテト          | 酒井直行 | 二宮浩行 | 11.7%  |
| 最終話                                                         | 6月19日       | 最終回…女弁護士が殺人!? 結婚サギの罠!! 最後の法廷 | さよなら女弁護士!? 真紀vs妙子 法廷決戦!!            | アップルパイ            | 樫田正剛 | 麻生学   | 11.5%  |
| 平均視聴率 11.0%（視聴率はビデオリサーチ調べ、関東地区・世帯） |               |                                                   |                                                     |                         |          |          |        |

## ネット局
- 関東広域圏 EX テレビ朝日
- 北海道 HTB 北海道テレビ放送
- 青森県 ABA 青森朝日放送
- 岩手県 IAT 岩手朝日テレビ
- 宮城県 KHB 東日本放送
- 秋田県 AAB 秋田朝日放送
- 山形県 YTS 山形テレビ
- 福島県 KFB 福島放送
- 新潟県 UX 新潟テレビ21
- 長野県 ABN 長野朝日放送
- 静岡県 SATV 静岡朝日テレビ
- 石川県 HAB 北陸朝日放送
- 福井県 FBC 福井放送（第1シリーズは4日遅れの月曜22:00 - 22:54、第2シリーズは2日遅れの土曜21:00 - 21:54[5]、以降の作品は後続の水曜刑事ドラマ枠と連結）
- 中京圏 NBN 名古屋テレビ放送
- 近畿広域圏 ABC 朝日放送
- 鳥取県・島根県 BSS 山陰放送（第1シリーズは2007年9月7日 - 16日）
- 岡山県・香川県 KSB 瀬戸内海放送
- 広島県 HOME 広島ホームテレビ
- 山口県 YAB 山口朝日放送
- 徳島県 JRT 四国放送（第2シリーズは2009年1月 - ）
- 愛媛県 EAT 愛媛朝日テレビ
- 福岡県 KBC 九州朝日放送
- 長崎県 NCC 長崎文化放送
- 熊本県 KAB 熊本朝日放送
- 大分県 OAB 大分朝日放送
- 鹿児島県 KKB 鹿児島放送
- 沖縄県 QAB 琉球朝日放送
- アメリカ・カナダ・プエルトリコ - テレビジャパン（NHK国際放送。番販。2007年4月18日 - ）

## その他
- メインキャストで出演している野際陽子と川島なお美（第1シリーズのみ）は、『七人の女弁護士』にそれぞれゲスト出演した経験がある。
- 第1シリーズでゲスト出演した東ちづるが、第2シリーズではメインキャストで出演している。
- 第1シリーズでは、トリノオリンピック金メダリストでプロスケーターである荒川静香が、釈由美子演じる藤堂真紀の大学の同級生である検事役として出演した。なお、荒川はこの作品が初のテレビドラマ出演作品であり、イナバウアーも披露した。
- 2008年4月クールで放送された第2シリーズを含む同局の連続ドラマは、すべて殺人事件の真犯人を追及する内容のサスペンスや推理コメディーとなった。

## 放送上の変更
- 2010年9月24日から10月6日まで、静岡朝日テレビにて第2シリーズが再放送されたが、第4話と第10話がカットされていた。これは、ゲスト出演していた中村俊太（後に起訴猶予処分となったが、父親の中村雅俊が引退させた）と加勢大周がそれぞれ薬物所持で逮捕され、事実上の芸能界を引退したためである[6]。なお、第2シリーズの公式サイトは事実上閉鎖されている（現在は全シリーズすべて閉鎖）。